# Муфта (одежда)

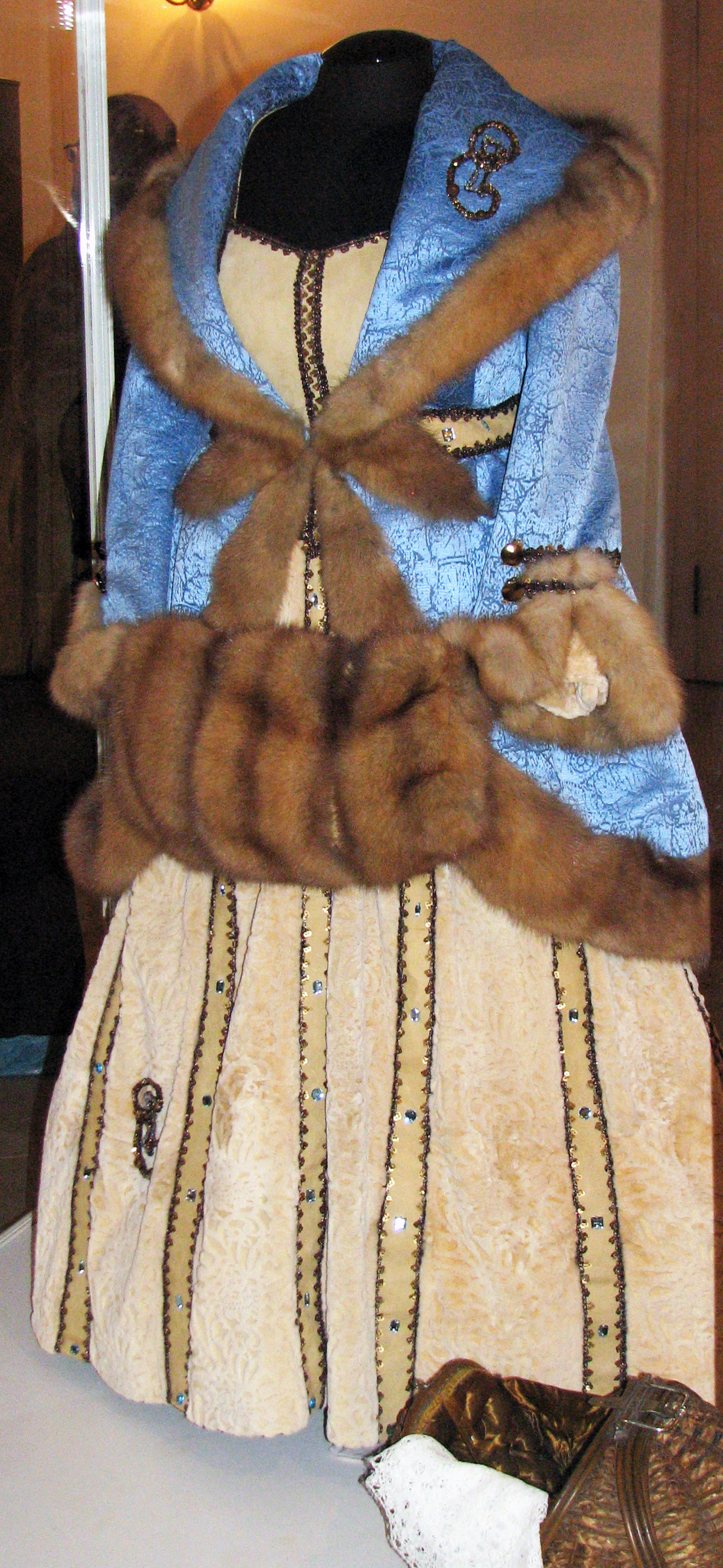
Зимний дорожный костюм Екатерины II

Му́фта (нидерл. mouwtje; от mouw, «рукав») — элемент теплой верхней одежды, представляющий собой пустотелый цилиндр из меха или толстой ткани (часто многослойной), внутрь которого прячут руки, вставляя в боковые отверстия. Некоторые муфты снабжены веревочками — длинными (чтобы закидывать за шею) или короткими (чтобы можно было повесить муфту на крючок). Конструкция муфты часто включает карман, служащий кошельком.

## История и описание
Муфты известны в ренессансной Италии co второй половины XV века. При дворе герцога Феррары ещё в 1475 году упоминается maneza (название муфты на феррарском диалекте эмилиано-романьольского языка) с подкладкой из меха ягненка.
Муфты произошли от рукавов особой формы, на что указывают названия муфты в итальянском и французском языках: итал. manicotto (от manica «рукав») и фр. manchon (от manche «рукав») соответственно. В начале XVI века муфта стала популярной среди состоятельных людей в других странах Европы, особенно во Франции (в этот период часть территорий Италии вошла в состав Франции в результате Франко-испанских войн за раздел Италии). Муфту изготавливали из дорогих тканей с подкладкой из меха или бархата. Снаружи на муфте можно было увидеть изображения гербов. При дворе короля Франциска I муфта называлась фр. contenance (от contenance «емкость») и bonne grâce. Во Франции последней трети XVI века муфта становится элементом и мужского гардероба.
Одно из сохранившихся ранних изображений муфт содержится в «Книге национальных костюмов» Чезаре Вечеллио, созданной в Венеции в 1599 г. В Венеции муфту в те времена называли manizza. К тому времени муфта использовалась уже во всей Италии.
В XVII веке муфты появились в России. Слово муфта происходит от нид. mouwtje, что указывает на роль голландцев в её распространении в период правления Петра I.
К началу XVIII века муфта уменьшилась в размерах, изысканно украшалась. Наибольшее распространение этого изделия пришлось на вторую половину XVIII века, когда муфты год от года увеличивались в размере. Сохранились сведения о том, что в Венеции мужчины носили плащи с капюшонами вместе с муфтами из меха норки и лисы.
Небольшие женские муфты начинают увеличиваться с 1780 года и достигают максимальных размеров в 1820 году. В продолжение XIX века муфточка, уменьшившись в размерах, превратилась в модный аксессуар женской одежды, а мужские муфты практически вышли из употребления. Примером модницы с муфточкой может служить героиня известной картины Крамского (1883).
В XX веке женские муфты, одно время позабытые, вернулись в моду в Италии в 1911—1912 годах, а в России накануне революции. Муфта как аксессуар окончательно вышла из употребления в межвоенный период (1920—1930-е годы) по мере распространения тёплого автомобильного транспорта.

## Галерея

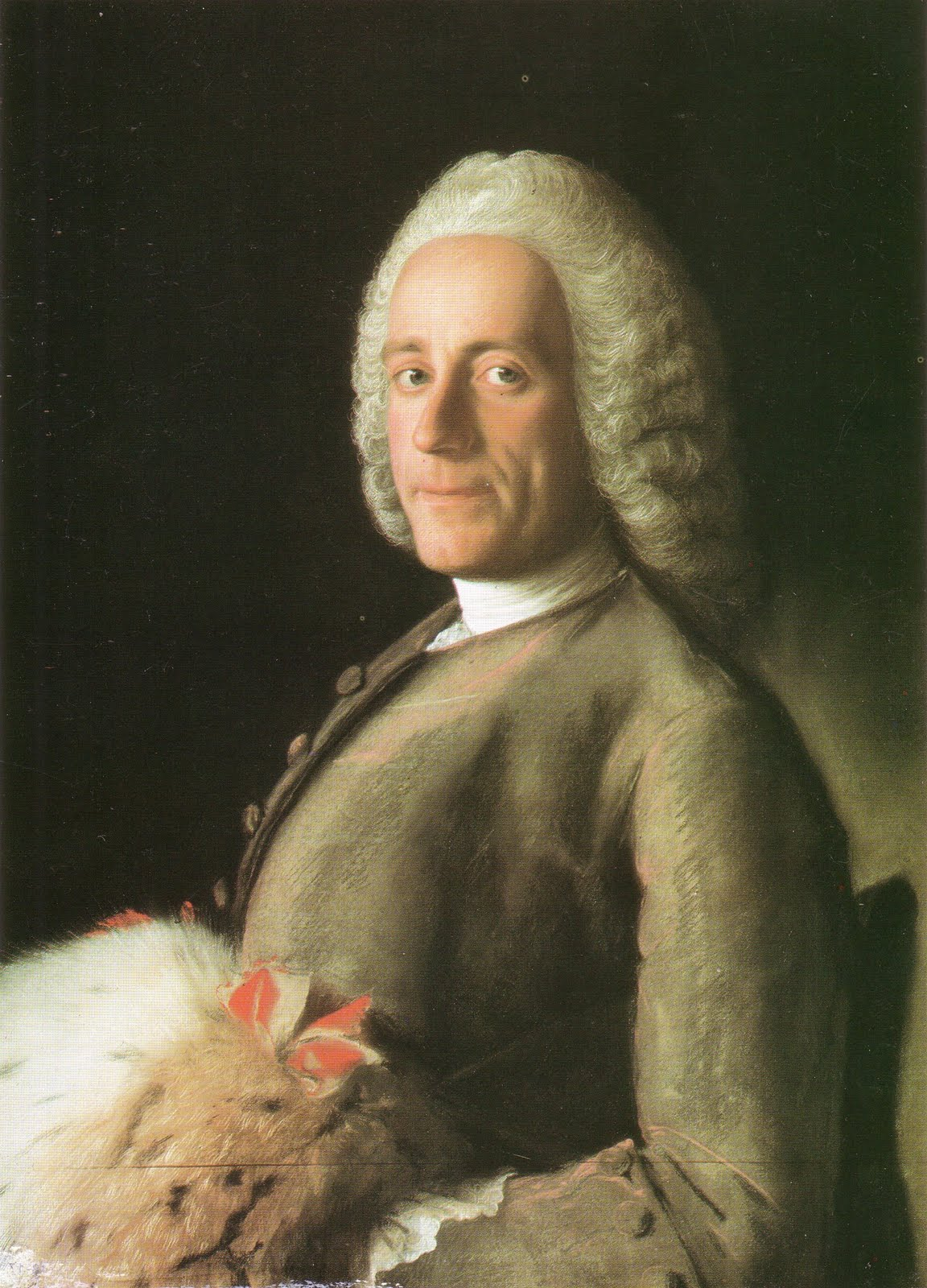
Ж. Э. Лиотар «Ами-Жан де ла Рив» (ок. 1758)
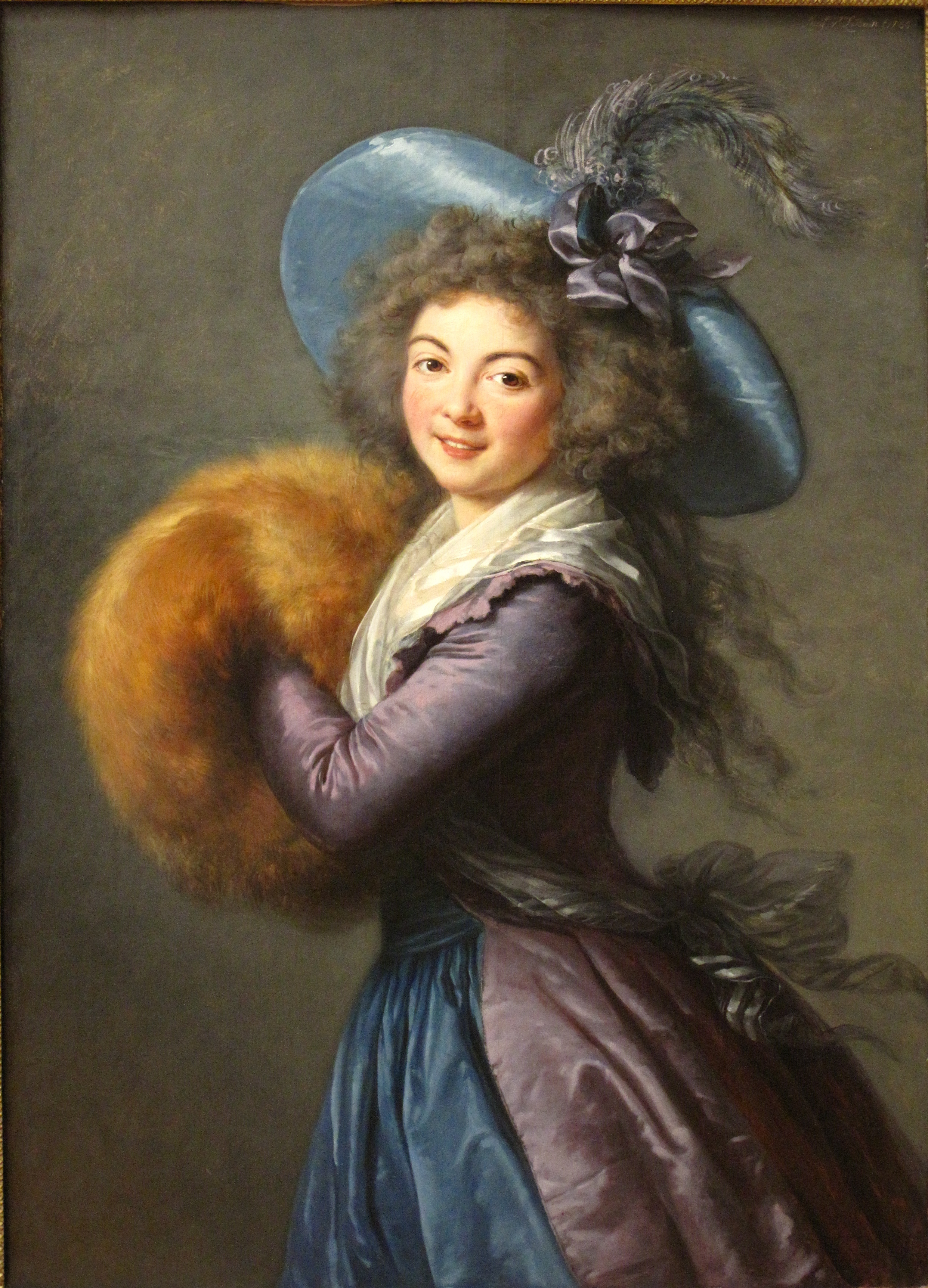
Э. Виже-Лебрен - Портрет мадам Моле-Реймон (1786)
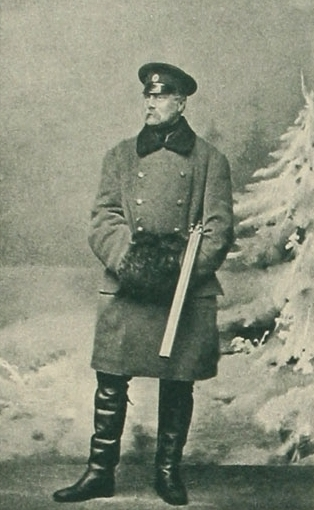
граф Павел Карлович Ферзен в 1852 году
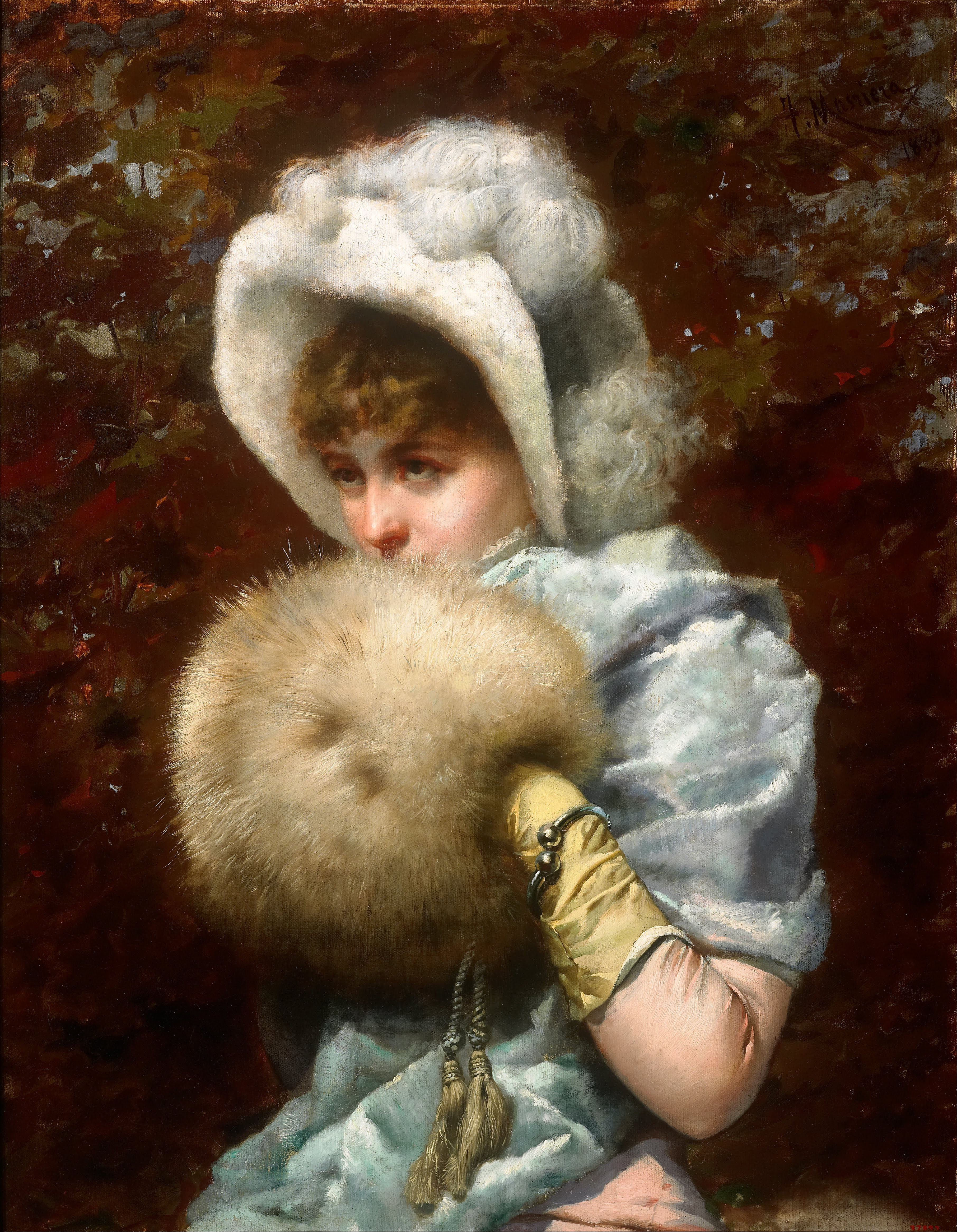
Франсиско Масриера. Зима (1882)
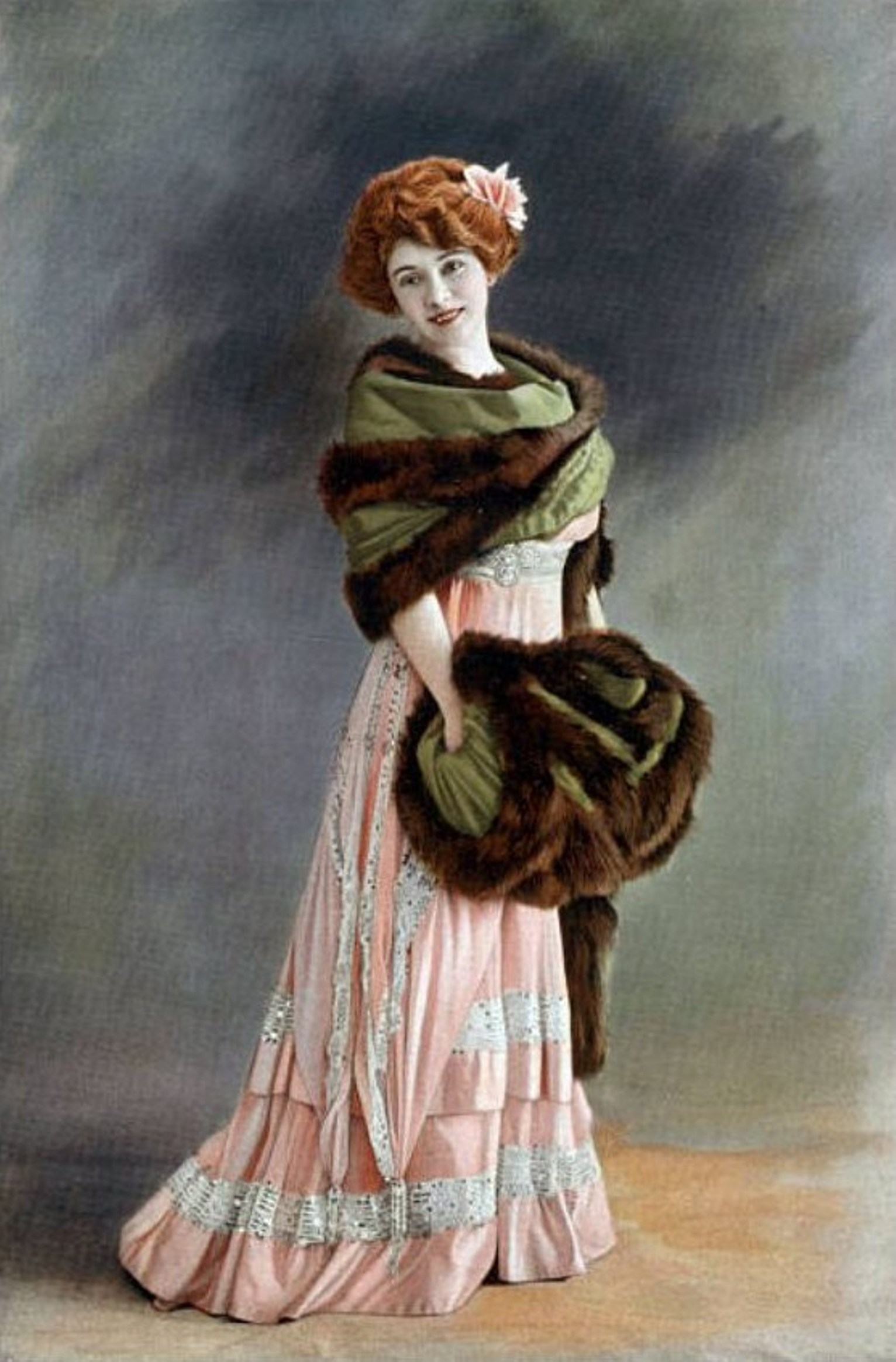
Актриса и певица Амели Дитерле[фр.] в 1908 году
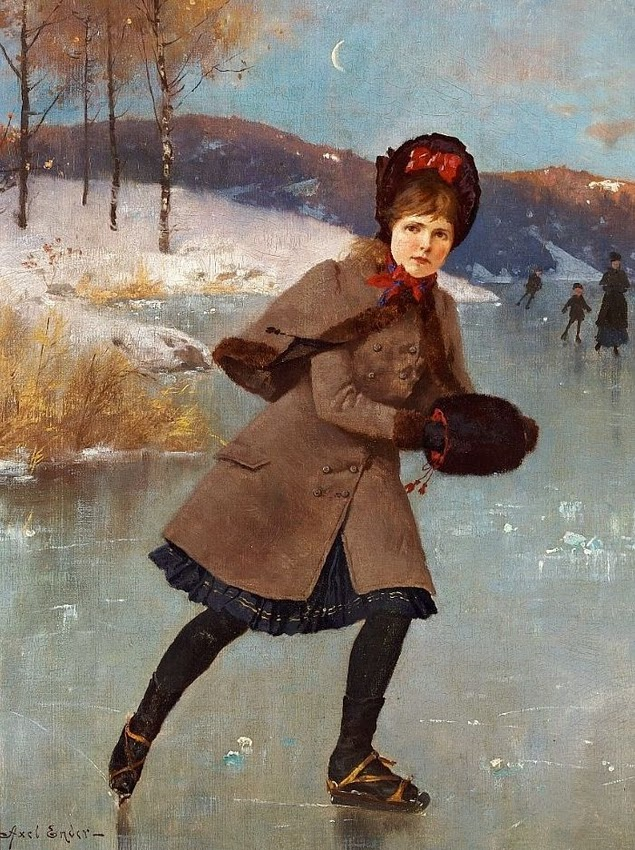
А. Эндер. Девочка на замёрзшем озере в Норвегии (до 1920)
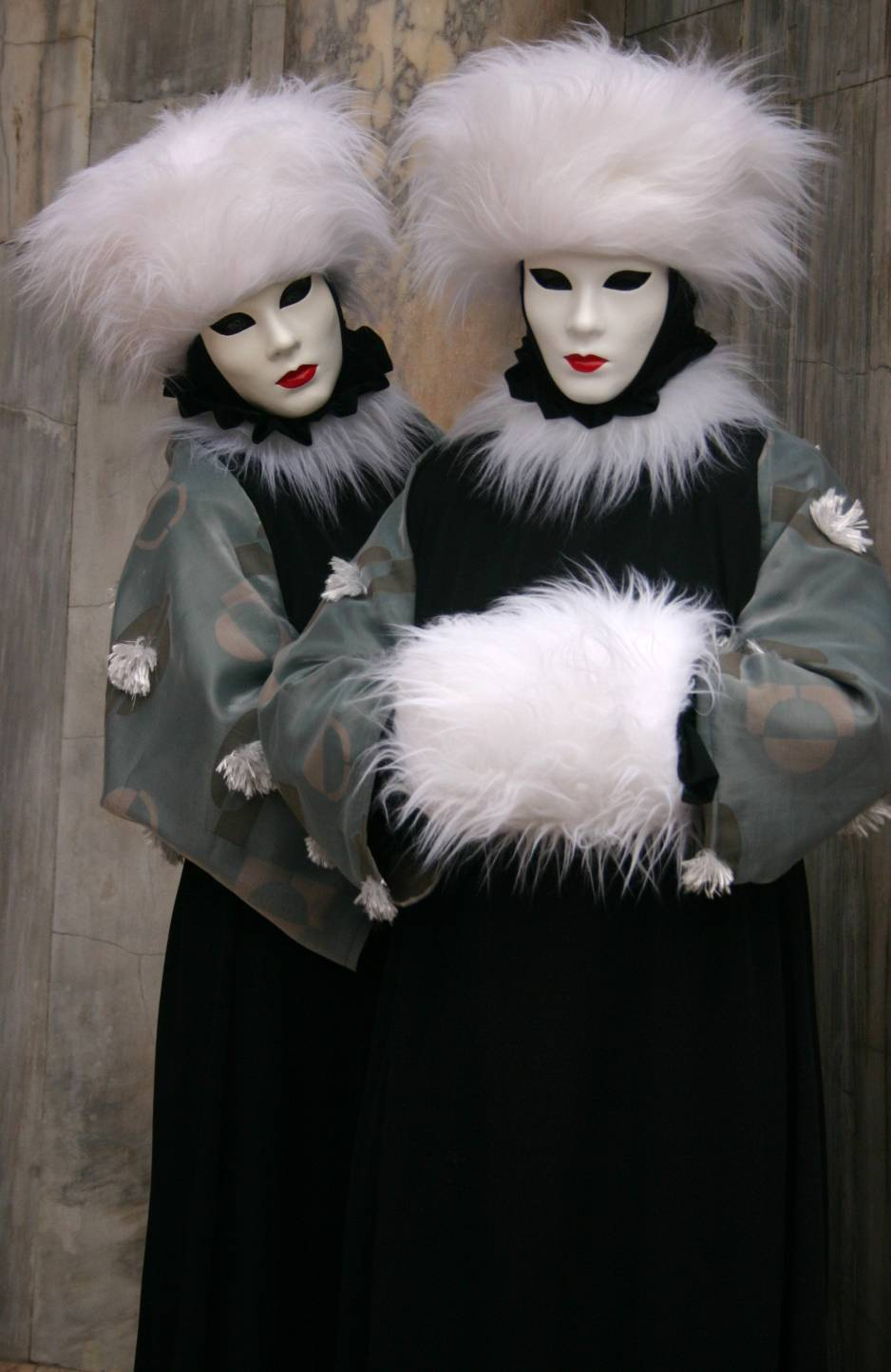
Участники Венецианского карнавала в 2004 году